# 天理教の時間
「天理教の時間」（てんりきょうのじかん）は、毎週土曜日または日曜日の早朝（一部放送局を除く）に全国36局で放送されていたラジオ宗教番組。提供は天理教道友社。
1999年からは「家族円満」シリーズを放送しており、放送は2023年現在で1200回を超えている。内容は、教会長や布教師らの体験談を交えたトークや布教部講演講師の講話など。毎月1回、道友社のスタジオでの収録を行っている。ナレーションは俳優の福寿淳と村崎由佳。
かつては、スカパー!ベターライフチャンネルでも同名タイトルのテレビ番組が放送されていた（後述）。
なお、当番組は2023年3月でラジオ放送を終了し、インターネット配信に移行となった。

## ネット局
2021年4月現在。放送時間の早い順から記載。
| 放送対象地域   | 放送局名                                  | 放送時間             | 備考  |
| -------------- | ----------------------------------------- | -------------------- | ----- |
| 神奈川県       | アール・エフ・ラジオ日本 （RFラジオ日本） | 毎週土曜 5:10 - 5:25 |       |
| 鹿児島県       | 南日本放送（MBC）                         | 毎週土曜 5:15 - 5:30 |       |
| 岩手県         | IBC岩手放送                               | 毎週土曜 5:25 - 5:40 | [ 1 ] |
| 長野県         | 信越放送（SBC）                           | 毎週土曜 5:30 - 5:45 | [ 2 ] |
| 徳島県         | 四国放送（JRT）                           | 毎週土曜 5:30 - 5:45 | [ 3 ] |
| 宮城県         | 東北放送（tbc）                           | 毎週土曜 5:40 - 5:55 |       |
| 関西広域圏     | MBSラジオ                                 | 毎週土曜 5:45 - 6:00 |       |
| 宮崎県         | 宮崎放送（mrt）                           | 毎週土曜 6:00 - 6:15 |       |
| 北海道         | HBCラジオ                                 | 毎週日曜 5:00 - 5:15 |       |
| 高知県         | 高知放送（RKC）                           | 毎週日曜 5:00 - 5:15 | [ 4 ] |
| 山形県         | 山形放送（YBC）                           | 毎週日曜 5:30 - 5:45 | [ 5 ] |
| 沖縄県         | 琉球放送（RBC）                           | 毎週日曜 5:30 - 5:45 |       |
| 静岡県         | 静岡放送（SBS）                           | 毎週日曜 5:35 - 5:50 |       |
| 京都府・滋賀県 | KBS京都 KBS滋賀                           | 毎週日曜 5:40 - 5:55 |       |
| 岡山県         | 山陽放送（RSK）                           | 毎週日曜 5:45 - 6:00 |       |
| 福岡県         | KBCラジオ                                 | 毎週日曜 5:45 - 6:00 |       |
| 青森県         | 青森放送（RAB）                           | 毎週日曜 6:00 - 6:15 |       |
| 秋田県         | 秋田放送（ABS）                           | 毎週日曜 6:00 - 6:15 |       |
| 岐阜県         | ぎふチャン                                | 毎週日曜 6:00 - 6:15 | [ 6 ] |
| 島根県・鳥取県 | 山陰放送（BSS）                           | 毎週日曜 6:00 - 6:15 |       |
| 長崎県・佐賀県 | 長崎放送（NBC） NBCラジオ佐賀             | 毎週日曜 6:00 - 6:15 |       |
| 石川県         | 北陸放送（MRO）                           | 毎週日曜 6:10 - 6:25 |       |
| 愛媛県         | 南海放送（RNB）                           | 毎週日曜 6:10 - 6:25 |       |
| 中京広域圏     | CBCラジオ                                 | 毎週日曜 6:15 - 6:30 |       |
| 新潟県         | 新潟放送（BSN）                           | 毎週日曜 6:25 - 6:40 |       |
| 福島県         | ラジオ福島（rfc）                         | 毎週日曜 6:30 - 6:45 |       |
| 富山県         | 北日本放送（KNB）                         | 毎週日曜 6:30 - 6:45 |       |
| 山梨県         | 山梨放送（YBS）                           | 毎週日曜 6:30 - 6:45 | [ 7 ] |
| 大分県         | 大分放送（OBS）                           | 毎週日曜 6:30 - 6:45 |       |
| 和歌山県       | 和歌山放送（wbs）                         | 毎週日曜 6:35 - 6:50 |       |
| 広島県         | 中国放送（RCC）                           | 毎週日曜 6:35 - 6:50 |       |
| 山口県         | 山口放送（KRY）                           | 毎週日曜 6:35 - 6:50 |       |
| 香川県         | 西日本放送（RNC）                         | 毎週日曜 6:45 - 7:00 |       |
| 福井県         | 福井放送（FBC）                           | 毎週日曜 7:15 - 7:30 |       |
| 熊本県         | 熊本放送（RKK）                           | 毎週日曜 7:15 - 7:30 | [ 8 ] |

## テレビ「天理教の時間」
2011年春までは、CS放送のスカパー!ベターライフチャンネルでテレビ放送も実施されていた。平日・土曜日は15分枠、日曜日は30分枠での放送だった（平日と土曜の放送は2009年度に終了し、2010年度は日曜のみの放送となった）。
悩み相談のコーナー「心の道しるべ」、様々な医療に関する相談をしたり天理よろづ相談所病院に関する「医療よろず相談所」やその他教祖中山みきの道をみる「おやのてびき」、「天理大学附属天理参考館」のコーナーなどがあり、その他天理教に関する様々な放送が行われていた。(なお、スカパー!e2ではこの番組を見ることはできなかった)